# Мамикчі
40°16′50″ пн. ш. 65°02′29″ сх. д. / 40.28055556° пн. ш. 65.04138889° сх. д.
Мамикчі (узб. Мамиқчи, Mamiqchi) — міське селище в Узбекистані, в Канімеському районі Навоїйської області.
Розташоване між каналами Канімех і Шадибек, за 8 км на захід від Канімеха. Через селище проходить автошлях Канімех—Шуркуль—Гіждуван. Залізнична станція Канімех на лінії Навої—Учкудук.
Населення 1,2 тис. мешканців (1989). Статус міського селища з 2009 року.